# Campeonato Mundial de Hóquei no Gelo de 1972
O Campeonato Mundial de Hóquei no Gelo de 1972 foi a 39ª edição do torneio, disputada entre os dias 7 e 22 de abril de 1972 em Praga, Tchecoslováquia, e a Tchecoslováquia venceu o torneio, a terceira vez em que conseguia o feito e a primeira desde 1949, acabando com a sequência de nove títulos consecutivos da União Soviética. Pela primeira vez, um torneio separado foi realizado para o Campeonato Mundial e os Jogos Olímpicos de Inverno. Anteriormente, o torneio das Olimpíadas era realizado também como Campeonato Mundial, com o vencedor  sendo declarado campeão olímpico e mundial daquele ano. Também foi a primeira vez no hóquei no gelo internacional em que os goleiros tiveram de usar máscaras faciais.

## Campeonato Mundial Grupo A (Tchecoslováquia)
| Pos. | Time            | PJ | V | D | E | GP | GC | Pontos |
| ---- | --------------- | -- | - | - | - | -- | -- | ------ |
| 1    | Tchecoslováquia | 10 | 9 | 0 | 1 | 72 | 16 | 19     |
| 2    | União Soviética | 10 | 7 | 1 | 2 | 78 | 17 | 16     |
| 3    | Suécia          | 10 | 5 | 4 | 1 | 49 | 33 | 11     |
| 4    | Finlândia       | 10 | 4 | 6 | 0 | 47 | 48 | 8      |
| 5    | Alemanha        | 10 | 2 | 8 | 0 | 21 | 76 | 4      |
| 6    | Suíça           | 10 | 1 | 9 | 0 | 19 | 96 | 2      |

| 07 de abril     |      |       |  |
| Tchecoslováquia | 19-1 | Suíça |  |
|                 |      |       |  |

| 07 de abril     |      |          |  |
| União Soviética | 11-0 | Alemanha |  |
|                 |      |          |  |

| 08 de abril |      |        |  |
| Suíça       | 1-12 | Suécia |  |
|             |      |        |  |

| 08 de abril |     |           |  |
| Alemanha    | 5-8 | Finlândia |  |
|             |     |           |  |

| 09 de abril     |     |        |  |
| Tchecoslováquia | 4-1 | Suécia |  |
|                 |     |        |  |

| 09 de abril |      |                 |  |
| Finlândia   | 2-10 | União Soviética |  |
|             |      |                 |  |

| 10 de abril     |     |          |  |
| Tchecoslováquia | 8-1 | Alemanha |  |
|                 |     |          |  |

| 10 de abril     |      |       |  |
| União Soviética | 10-2 | Suíça |  |
|                 |      |       |  |

| 11 de abril |      |        |  |
| Alemanha    | 0-10 | Suécia |  |
|             |      |        |  |

| 11 de abril |     |           |  |
| Suíça       | 3-2 | Finlândia |  |
|             |     |           |  |

| 12 de abril |     |        |  |
| Finlândia   | 1-2 | Suécia |  |
|             |     |        |  |

| 12 de abril     |     |                 |  |
| Tchecoslováquia | 3-3 | União Soviética |  |
|                 |     |                 |  |

| 13 de abril |     |          |  |
| Suíça       | 3-6 | Alemanha |  |
|             |     |          |  |

| 14 de abril |      |                 |  |
| Suécia      | 2-11 | União Soviética |  |
|             |      |                 |  |

| 14 de abril     |     |           |  |
| Tchecoslováquia | 5-3 | Finlândia |  |
|                 |     |           |  |

| 15 de abril     |      |       |  |
| Tchecoslováquia | 12-2 | Suíça |  |
|                 |      |       |  |

| 15 de abril |     |                 |  |
| Alemanha    | 0-7 | União Soviética |  |
|             |     |                 |  |

| 16 de abril |     |       |  |
| Suécia      | 8-5 | Suíça |  |
|             |     |       |  |

| 16 de abril |      |          |  |
| Finlândia   | 13-3 | Alemanha |  |
|             |      |          |  |

| 17 de abril     |     |           |  |
| União Soviética | 7-2 | Finlândia |  |
|                 |     |           |  |

| 17 de abril     |     |        |  |
| Tchecoslováquia | 2-0 | Suécia |  |
|                 |     |        |  |

| 18 de abril     |     |          |  |
| Tchecoslováquia | 8-1 | Alemanha |  |
|                 |     |          |  |

| 18 de abril |      |                 |  |
| Suíça       | 0-14 | União Soviética |  |
|             |      |                 |  |

| 19 de abril |     |          |  |
| Suécia      | 7-1 | Alemanha |  |
|             |     |          |  |

| 19 de abril |     |       |  |
| Finlândia   | 9-1 | Suíça |  |
|             |     |       |  |

| 20 de abril |     |           |  |
| Suécia      | 4-5 | Finlândia |  |
|             |     |           |  |

| 20 de abril     |     |                 |  |
| Tchecoslováquia | 3-2 | União Soviética |  |
|                 |     |                 |  |

| 21 de abril |     |       |  |
| Alemanha    | 4-1 | Suíça |  |
|             |     |       |  |

| 22 de abril     |     |           |  |
| Tchecoslováquia | 8-2 | Finlândia |  |
|                 |     |           |  |

| 22 de abril     |     |        |  |
| União Soviética | 3-3 | Suécia |  |
|                 |     |        |  |

## Campeonato Mundial Grupo B (Romênia)
| Pos. | Time              | PJ | V | D | E | GP | GC | Pontos |
| ---- | ----------------- | -- | - | - | - | -- | -- | ------ |
| 7    | Polônia           | 6  | 6 | 0 | 0 | 41 | 12 | 12     |
| 8    | Estados Unidos    | 6  | 5 | 1 | 0 | 39 | 22 | 10     |
| 9    | Alemanha Oriental | 6  | 4 | 2 | 0 | 31 | 18 | 8      |
| 10   | Romênia           | 6  | 3 | 3 | 0 | 25 | 26 | 6      |
| 11   | Japão             | 6  | 1 | 4 | 1 | 20 | 49 | 3      |
| 12   | Iugoslávia        | 6  | 1 | 5 | 0 | 25 | 28 | 2      |
| 13   | Noruega           | 6  | 0 | 5 | 1 | 15 | 41 | 1      |

| 24 de março    |     |            |  |
| Estados Unidos | 5-3 | Iugoslávia |  |
|                |     |            |  |

| 24 de março |     |         |  |
| Polônia     | 9-1 | Noruega |  |
|             |     |         |  |

| 24 de março       |     |       |  |
| Alemanha Oriental | 7-1 | Japão |  |
|                   |     |       |  |

| 25 de março |     |            |  |
| Romênia     | 3-2 | Iugoslávia |  |
|             |     |            |  |

| 26 de março       |     |         |  |
| Alemanha Oriental | 5-2 | Noruega |  |
|                   |     |         |  |

| 26 de março    |      |       |  |
| Estados Unidos | 14-5 | Japão |  |
|                |      |       |  |

| 27 de março |     |         |  |
| Romênia     | 7-2 | Noruega |  |
|             |     |         |  |

| 27 de março |      |       |  |
| Polônia     | 11-1 | Japão |  |
|             |      |       |  |

| 27 de março       |     |            |  |
| Alemanha Oriental | 4-3 | Iugoslávia |  |
|                   |     |            |  |

| 29 de março    |     |                   |  |
| Estados Unidos | 6-5 | Alemanha Oriental |  |
|                |     |                   |  |

| 29 de março |     |         |  |
| Japão       | 4-4 | Noruega |  |
|             |     |         |  |

| 29 de março |     |         |  |
| Romênia     | 0-7 | Polônia |  |
|             |     |         |  |

| 30 de março |     |                   |  |
| Romênia     | 3-8 | Alemanha Oriental |  |
|             |     |                   |  |

| 30 de março    |     |         |  |
| Estados Unidos | 5-1 | Noruega |  |
|                |     |         |  |

| 30 de março |     |            |  |
| Polônia     | 5-3 | Iugoslávia |  |
|             |     |            |  |

| 01 de abril |      |       |  |
| Romênia     | 10-3 | Japão |  |
|             |      |       |  |

| 01 de abril |      |         |  |
| Iugoslávia  | 11-5 | Noruega |  |
|             |      |         |  |

| 01 de abril |     |                |  |
| Polônia     | 6-5 | Estados Unidos |  |
|             |     |                |  |

| 02 de abril |     |            |  |
| Japão       | 6-3 | Iugoslávia |  |
|             |     |            |  |

| 02 de abril |     |                |  |
| Romênia     | 2-4 | Estados Unidos |  |
|             |     |                |  |

| 02 de abril |     |                   |  |
| Polônia     | 3-2 | Alemanha Oriental |  |
|             |     |                   |  |

## Campeonato Mundial Grupo C (Romênia)
| Pos. | Time          | PJ | V | D | E | GP | GC | Pontos |
| ---- | ------------- | -- | - | - | - | -- | -- | ------ |
| 14   | Áustria       | 6  | 5 | 0 | 1 | 21 | 12 | 11     |
| 15   | Itália        | 6  | 4 | 1 | 1 | 31 | 13 | 9      |
| 16   | Hungria       | 6  | 2 | 2 | 2 | 31 | 24 | 6      |
| 17   | Bulgária      | 6  | 3 | 3 | 0 | 20 | 19 | 6      |
| 18   | China         | 6  | 2 | 2 | 2 | 19 | 20 | 6      |
| 19   | Países Baixos | 6  | 1 | 5 | 0 | 13 | 25 | 2      |
| 20   | Dinamarca     | 6  | 1 | 5 | 0 | 11 | 33 | 2      |

| 03 de março |     |          |  |
| China       | 4-3 | Bulgária |  |
|             |     |          |  |

| 03 de março |      |           |  |
| Hungria     | 11-4 | Dinamarca |  |
|             |      |           |  |

| 04 de março |     |               |  |
| Itália      | 3-1 | Países Baixos |  |
|             |     |               |  |

| 04 de março |     |           |  |
| Áustria     | 4-2 | Dinamarca |  |
|             |     |           |  |

| 05 de março |     |          |  |
| Itália      | 6-2 | Bulgária |  |
|             |     |          |  |

| 05 de março   |     |       |  |
| Países Baixos | 4-3 | China |  |
|               |     |       |  |

| 06 de março |     |         |  |
| Bulgária    | 6-2 | Hungria |  |
|             |     |         |  |

| 06 de março |     |           |  |
| China       | 6-1 | Dinamarca |  |
|             |     |           |  |

| 06 de março |     |               |  |
| Áustria     | 4-2 | Países Baixos |  |
|             |     |               |  |

| 08 de março |     |       |  |
| Itália      | 7-1 | China |  |
|             |     |       |  |

| 08 de março |     |         |  |
| Áustria     | 4-3 | Hungria |  |
|             |     |         |  |

| 08 de março |     |               |  |
| Bulgária    | 5-3 | Países Baixos |  |
|             |     |               |  |

| 09 de março |     |           |  |
| Itália      | 8-0 | Dinamarca |  |
|             |     |           |  |

| 09 de março |     |          |  |
| Áustria     | 4-2 | Bulgária |  |
|             |     |          |  |

| 09 de março |     |               |  |
| Hungria     | 6-1 | Países Baixos |  |
|             |     |               |  |

| 11 de março |     |         |  |
| China       | 2-2 | Áustria |  |
|             |     |         |  |

| 11 de março |     |               |  |
| Dinamarca   | 4-2 | Países Baixos |  |
|             |     |               |  |

| 11 de março |     |        |  |
| Hungria     | 6-6 | Itália |  |
|             |     |        |  |

| 12 de março |     |           |  |
| Bulgária    | 2-0 | Dinamarca |  |
|             |     |           |  |

| 12 de março |     |       |  |
| Hungria     | 3-3 | China |  |
|             |     |       |  |

| 13 de março |     |        |  |
| Áustria     | 3-1 | Itália |  |
|             |     |        |  |